# NGC 4611
NGC 4611 (другие обозначения — IC 805, UGC 7849, MCG 2-32-179, ZWG 70.218, VCC 1878, PGC 42564) — галактика в созвездии Волос Вероники.
В 2023 году в ней вспыхнула сверхновая типа Ia AT2023dtz. Поглощение в спектральной линии однократно ионизованного кремния с лабораторной длиной волны 6355 ангстрем соответствует скорости расширения оболочки в 12100 км/с.
Этот объект входит в число перечисленных в оригинальной редакции «Нового общего каталога».